# Енемонцо
Енемонцо (італ. Enemonzo) — муніципалітет в Італії, у регіоні Фріулі-Венеція-Джулія,  провінція Удіне.
Енемонцо розташоване на відстані близько 510 км на північ від Рима, 115 км на північний захід від Трієста, 50 км на північний захід від Удіне.
Населення — 1345 осіб (2014).

## Демографія
Населення за роками:

Станом на 1 січня 2023 року в муніципалітеті офіційно проживало 45 іноземців з 13 країн, серед них 16 громадян країн Євросоюзу.

## Сусідні муніципалітети
- Преоне
- Равео
- Сокк'єве
- Верцегніс
- Вілла-Сантіна